# Pleurobema pyramidatum
Pleurobema pyramidatum är en musselart som först beskrevs av I. Lea 1840.  Pleurobema pyramidatum ingår i släktet Pleurobema och familjen målarmusslor. Inga underarter finns listade i Catalogue of Life.